# Kleiner Bärenkrebs
Der Kleine Bärenkrebs (Scyllarus arctus) ist eine Krebsart aus der Familie der Bärenkrebse (Scyllaridae).

## Merkmale
Der Kleine Bärenkrebs erreicht eine Länge von bis zu 12 Zentimetern. Der Carapax ist dornig und beinahe genauso breit wie lang. Die zweiten Antennen sind plattenähnlich und ihre Ränder sind abgerundet-gelappt. Der Hinterleib ist mehr oder weniger geradseitig. Uropoden und Telson sind abgerundet.

## Vorkommen
Die Art kommt vom Mittelmeerraum bis zu den Azoren und Südwest-England vor, wobei sie in England selten ist. Sie besiedelt flache Küstengewässer, deren Untergrund aus Kies oder grobem Sand besteht.

## Belege
- Peter Hayward, Tony Nelson-Smith, Chris Shields: Der neue Kosmos-Strandführer. Franckh-Kosmos Verlag, Stuttgart 2007, ISBN 978-3-440-10782-9, Seite 152.